# Blahodatne (Volnovaja)
Blajodatne (en ucraniano: Благодатне, en ruso: Благодатное, romanizado: Blagodátnoe) es un asentamiento urbano ucraniano perteneciente al óblast de Donetsk. Situado en el sureste del país, forma parte del raión de Volnovaja y del municipio (hromada) de Oljinka.

## Historia
Blajodatne está a orillas del río Kashlajach (afluente derecho del río Mokrie Yaly), 12 km al noroeste de Volnovaja y 43 km al suroeste de Donetsk.
Blajodatne fue fundada como aldea en 1840.
Durante la época de la URSS, el pueblo tenía la casa solariega central de la granja colectiva "Camino al comunismo". El pueblo recibió el estatus de asentamiento de tipo urbano en 1938. 
Durante la Segunda Guerra Mundial, 240 habitantes partieron para el frente y allí murieron 120.
El 7 de noviembre de 2014, los guardias fronterizos ucranianos repelieron un ataque de un grupo de hombres armados cerca de Blajodatne en plena guerra del Dombás; alrededor de la medianoche, se detectó el movimiento de 12 hombres armados utilizando una cámara termográfica. Se hicieron varios tiros de advertencia, el grupo no se detuvo, se abrió fuego para derrotar; después de eso, el enemigo se retiró.
El asentamiento está ocupado por Rusia desde marzo de 2022 en el marco de la invasión rusa de Ucrania hasta el 12 de junio de 2023.

## Demografía
La evolución de la población de Blajodatne entre 1959 y 2021 fue la siguiente:
| 2189                                                          | 1572 | 1384 | 1300 | 1312 | 1302 | 1204 | 1168 | 1134 | 1097 | 1023 |
| (Fuente: Cities & Towns of Ukraine y UKRAINE: Größere Städte) |      |      |      |      |      |      |      |      |      |      |

Según el censo de 2001, la lengua materna de la mayoría de los habitantes, el 88,33%, es el  ucraniano; del 11,21% es el ruso.

## Infraestructura

### Transporte
La estación de tren de Velikoanadol, en la línea Donetsk-Mariúpol, está a 6 km.